# Су-33
Су-33 (Су-27К, Т-10К; за кодифікацією НАТО: Flanker-D) — радянський/російський палубний винищувач четвертого покоління.

## Конструкція
Винищувач створений за нормальною аеродинамічною схемою з застосуванням переднього горизонтального оперення та має інтегральне компонування. Трапецієподібне крило утворює єдиний тримальний корпус. Двоконтурні турбореактивні двигуни з форсажними камерами знаходяться в рознесених одна відносно одній мотогондолах, що зменшує їх взаємний вплив. Повітрозабірники двигунів розміщені під центропланом. Переднє горизонтальне оперення встановлено в напливах крила і збільшує як маневрові характеристики літака, так і підйомну силу планера, що дуже важливо для палубного винищувача.

### Крило і оперення

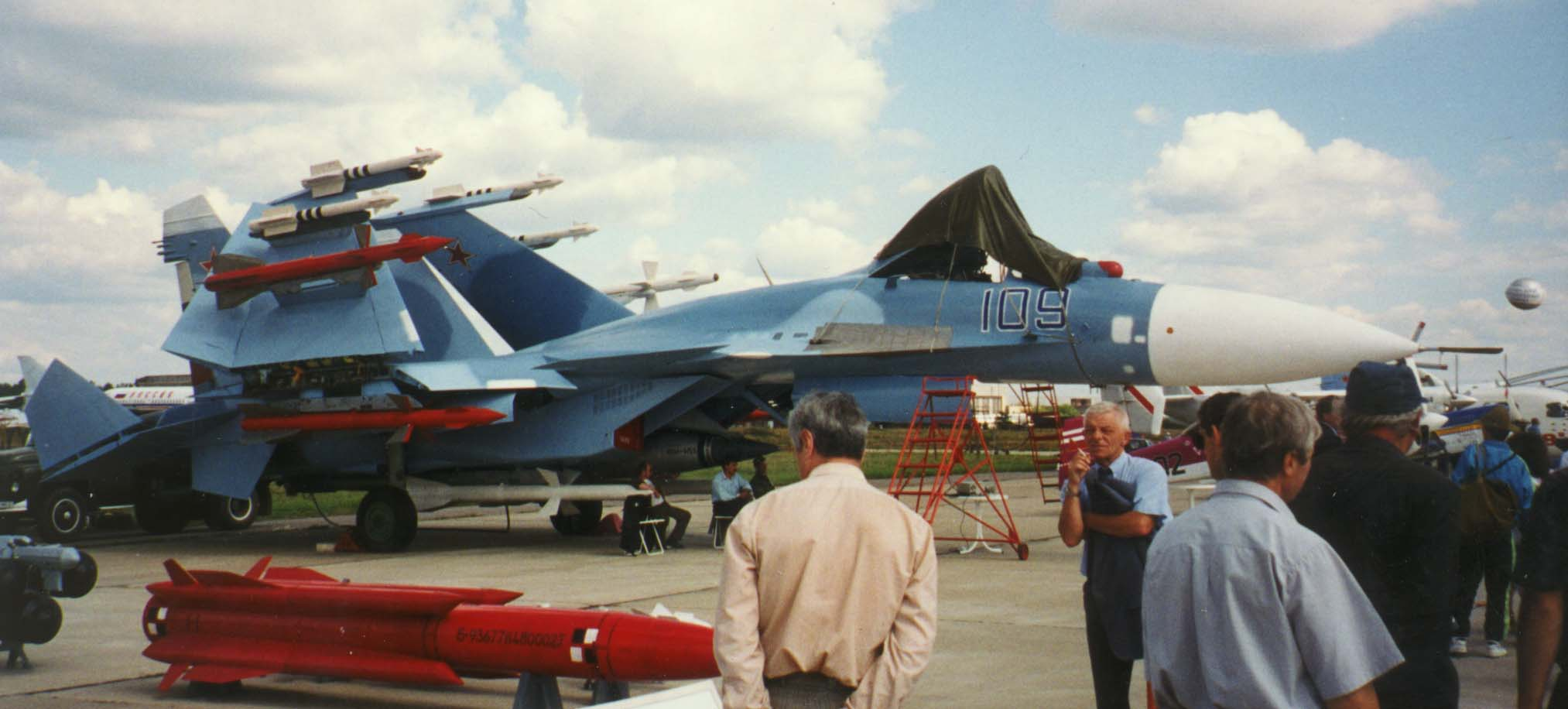
Су-33 зі складеними крилами на виставці

У трапецієподібного крила Су-33 кут стрілоподібності крила по передній крайці становить — 42,4°. Площа крила становить 67,84 м², розмах крила — 14,7 м (при підвісках ракет або обладнання на його краях — 14,948 м).
Механізація крила представлена флаперонами площею 2,4 м², які виконують функції закрилків та елеронів, двосекційними закрилками площею 6,6 м² і трьохсекційним поворотним носком площею 5,4 м².
Заднє горизонтальне оперення — дві суцільноповоротні консолі стабілізатора з диференційним відхиленням. Розмах заднього горизонтального оперення становить 9,9 м, площею — 12,3 м², профіль стабілізатора — С9С. Переднє горизонтальне оперення також виконано суцільноповоротним. Кут стрілоподібності ПГО становить 53,5°, розмах консолей — 6,43 м, площа оперення — 2,99 м². Вертикальне оперення літака являє собою два трапецієподібних кілі з кутом стрілоподібності по передній крайці 40° і площею 15,1 м². Кілі мають профіль У3 і встановлені без розвалу, кожен кіль оснащений рулем напрямку з площею 3,49 м².
Крило винищувача може складатися, що дозволяє розмістити більшу кількість літаків на палубі і в ангарах авіаносця. Заднє горизонтальне оперення спочатку було виконано нескладаним, ширина літака при цьому становила 9 м, що було на 1,2 м більше, ніж у конкурента, МіГ-29К. Із застосуванням складаного горизонтального оперення ширина літака зменшилася до 7,4 м, що навіть на 0,4 м менше, ніж у МіГ-29К.

### Повітрозабірники і двигуни

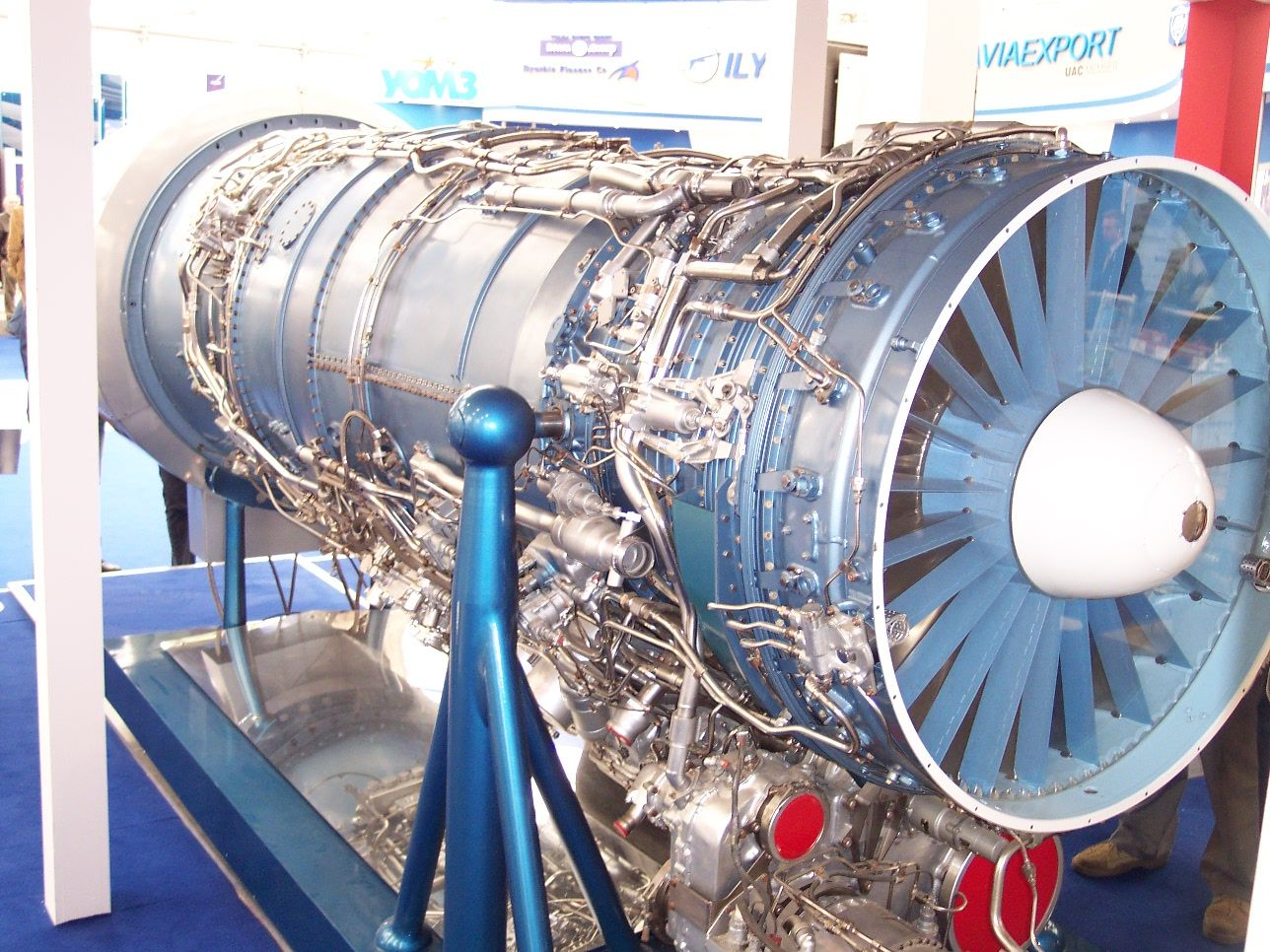
Двигун АЛ-31Ф

Винищувач оснащений регульованими повітрозабірниками, що дозволяє йому розвивати швидкість, яка більше ніж в 2 рази перевищує швидкість звуку. Повітрозабірники розміщені під напливами крила і оснащені захисними ґратами, які запобігають потраплянню сторонніх предметів у двигун на зльото-посадках. Захисні пристрої являють собою перфоровані титанові панелі з великим числом отворів діаметром 2,5 мм. Вони працюють в автоматичному режимі — опускаються із прибиранням шасі і піднімаються з його випуском.
Су-33 оснащуються двома двоконтурними турбореактивними двигунами з форсажними камерами АЛ-31Ф серії 3 виробництва НВО «Сатурн». Від базового двигуна АЛ-31Ф їх відрізняє підвищена до 12800 кгс тяга. На офіційному сайті НВО «Сатурн» в розділі модернізованого двигуна АЛ-31Ф-М1 зображена фотографія хвостової частини Су-33, що може свідчити про застосування цих двигунів на даному винищувачі.

### Особливості Су-33
В порівнянні із базовим винищувачем Су-27, палубний винищувач Су-33 має ряд особливостей:
- Поліпшена тримкість крила на злітно-посадочних режимах за рахунок збільшення площі, застосування механізації і ПГО
- Посилені стійки шасі та встановлений посадковий гак для забезпечення посадки з великими перевантаженнями і вертикальними швидкостями
- Встановлена система дозаправки в повітрі для збільшення бойового радіусу і часу патрулювання
- Застосування пілотажно-навігаційного обладнання для заходу на посадку на палубу авіаносця, забезпечена взаємодія з корабельними радіоелектронними системами
- Збільшена кількість точок підвіски із 10 до 12
- Складання консолей крила і горизонтального оперення з метою знизити габарити літака
- Застосований захист від корозії конструкції і систем літака для забезпечення тривалого терміну експлуатації в умовах морського клімату
- Можливість ефективного обстрілу надводних цілей

## Бойове застосування

### Інтервенція Росії в Сирію
Щонайменше восьмеро, обладнаних прицільними пристосуваннями СВП-24 «Гефест», винищувачів Су-33 входили до складу авіакрила авіаносного крейсера «Адмірал Кузнєцов» під час походу до берегів Сирії восени 2016 року.

## Аварії
Всього з моменту першого польоту Су-33 сталося 8 аварій, 5 з яких були викликані технічними несправностями літака.
- 28 вересня 1988 перший дослідний екземпляр Т10К-1 (б/н 37) під управлінням льотчика-випробувача Миколи Садовнікова на висоті 2000 м і швидкості 1270 км/год втратив керування внаслідок відмови гідросистем. Пілот катапультувався.
- 11 липня 1991 через відмову ЕДСУ втрачений один з літаків дослідної партії (Т10К-8). Пілот полковник Тимур Апакідзе катапультувався.
- 17 червня 1996 під час виконання тренувального польоту в складних метеоумовах зазнав катастрофи Су-33 (б/н 65). Пілот Віталій Кузьменко загинув.
- 11 травня 2000 при виконанні планових польотів 279-го окремого корабельного авіаційного полку Північного флоту зазнав аварії палубний винищувач Су-33 (б/н 71), який пілотував льотчик першого класу полковник Павло Кретов. Льотчикові вдалося катапультуватися з падаючої машини і приземлитися приблизно за 54 кілометрів від базового аеродрому Сєвєроморськ-3. На літаку сталася відмова бортової системи управління.
- 17 липня 2001 під час авіашоу, присвяченому дню морської авіації в гарнізоні «Острів» під Псковом, впав Су-33 (б/н 70), яким керував Тимур Апакідзе. Пілот загинув.[7]
- 5 вересня 2005 втрачений літак Су-33 (б/н 82) під управлінням підполковника Юрія Корнєєва. Пілот успішно катапультувався. Пригода сталася під час посадки на палубу АК «Адмірал Кузнєцов». Через обрив троса аерофінішера (гальмівний пристрій) літак продовжив рух по палубі, впав у море і затонув.[8]
- 5 грудня 2016 втрачений літак Су-33 під час посадки на палубу АК «Адмірал Кузнєцов». Пілот успішно катапультувався. Через обрив троса літак продовжив рух по палубі, впав у море і затонув.[9]

### Пов'язані моделі
- Су-27
- Су-30
- Су-34
- Су-35
- Су-37

### Інші палубні винищувачі
- МіГ-29К
- Як-141
- F-14A
- F-15N Sea Eagle
- F/A-18
- F-35C
- Shenyang J-15